# Kościół Wolnych Chrześcijan w RP
Kościół Wolnych Chrześcijan w Rzeczypospolitej Polskiej – Kościół protestancki w Polsce o charakterze ewangelikalnym, wywodzący się z nurtu otwartych braci plymuckich. W 2024 roku Kościół liczył 3304 wiernych (w tym 152 duchownych) w 46 zborach. Siedzibą władz Kościoła jest miasto Katowice. Jest wpisany do rejestru Kościołów i związków wyznaniowych Ministerstwa Spraw Wewnętrznych i Administracji w dziale A pod nr 11. Wydaje własne czasopismo – kwartalnik Łaska i Pokój. Przewodniczącym Rady Kościoła jest Czesław Bassara.

## Historia
Za prekursorów ruchu braci plymuckich w Polsce Centralnej należy uznać trzech byłych księży rzymskokatolickich: Wacława Żebrowskiego, Antoniego Przeorskiego i Stanisława Bortkiewicza, którzy w 1912 roku w Warszawie zarejestrowali Zrzeszenie Zwolenników Nauki Pierwotnych Chrześcijan (tzw. pierwochrześcijanie). Równocześnie na Śląsku Cieszyńskim od 1909 roku za sprawą Józefa Mrózka seniora odbywały się w Trzanowicach regularne nabożeństwa o charakterze zbliżonym do praktyki braci plymuckich. Niedługo potem utworzono zbór w Boguminie. Po odzyskaniu przez Polskę niepodległości grupa wiernych skupionych wokół Józefa Mrózka seniora staje się częścią Zrzeszenia Zwolenników Nauki Pierwotnych Chrześcijan. Po 1921 roku dzięki akcji misyjnej powstają nowe zbory pierwochrześcijan: w Krakowie, Tarnowie, Nowym Sączu, Lublinie, Piotrkowie Trybunalskim, Kozakowicach-Nierodzimiu i Chorzowie. 
W czasie II wojny światowej część zborów zaprzestała działalności, a część związała się z wyznaniami, które w Generalnym Gubernatorstwie utworzyły Związek Nieniemieckich Ewangelicko-Wolnokościelnych Zborów (baptyści). 3 maja 1947 roku w Pszczynie pierwochrześcijanie powołali Związek Wolnych Chrześcijan, który 24 maja 1947 roku wszedł w skład Zjednoczonego Kościoła Ewangelicznego (ZKE). Na czele ugrupowania stał wtedy Stanisław Krakiewicz, a innymi czołowymi przedstawicielami ruchu braci plymuckich we władzach ZKE byli Józef Mrózek senior i Józef Mrózek junior. 
Do roku 1975 wolni chrześcijanie byli dominującym ugrupowaniem w ZKE i nadzorowali większość kościelnych agentur. W roku 1975 pozbawiono ich tej uprzywilejowanej pozycji. „Niechrześcijańska postawa” Krakiewicza owocowała niechęcią innych ugrupowań względem wolnych chrześcijan. 8 marca 1980 roku na posiedzeniu Rady Kościoła omawiano „sprawę Krakiewicza” i I Zboru warszawskiego. Krakiewicza obwiniano o wszelkie zło w Kościele. Wolni chrześcijanie nie chcieli przyjąć do wiadomości, że Krakiewicz ponosi główną winę. Wyeliminowanie Krakiewicza, ich przedstawiciela, oraz nierozwiązana sprawa w I zborze warszawskim były powodem rosnącego niezadowolenia wśród wolnych chrześcijan. Najpierw przeprowadzili sondażowe rozmowy z PKChB o ewentualnej możliwości akcesu. Uczestnikom tego spotkania Prezydium ZKE udzieliło nagany. W tej sytuacji wolni chrześcijanie w oświadczeniu skierowanym do Prezydium Kościoła zarzucili, że trwa „akcja przechwytywania zborów przez ruch zielonoświątkowy” i wskazywali na przykłady „przejętych” lub majoryzowanych zborów. Domagali się większej swobody dla poszczególnych ugrupowań, nie podobał im się dyktat ze strony Prezydium i żądali reorganizacji Kościoła. Ponieważ stawiane warunki nie zostały spełnione, 30 grudnia 1980 przesłano pismo do Urzędu ds. Wyznań z wnioskiem o rejestrację. 
W roku 1981 wolni chrześcijanie po opuszczeniu ZKE utworzyli Kościół Wolnych Chrześcijan, który został zarejestrowany jako związek wyznaniowy. Po wprowadzeniu stanu wojennego, w październiku 1982 roku podczas spotkania z ministrem Adamem Łopatką, kierownikiem Urzędu do Spraw Wyznań przewodniczący Rady Kościoła Józef Folwarczny z uznaniem odniósł się do idei Patriotycznego Ruchu Odrodzenia Narodowego oraz pozytywnie ocenił działania rządu. Po opuszczeniu struktur ZKE Kościół nie uczestniczy w żadnych ekumenicznych inicjatywach, nawet stricte ewangelikalnych. Ugrupowanie to cechuje izolacjonizm i antyekumenizm. 
W czasach PRL-u część działaczy tego Kościoła współpracowała ze Służbą Bezpieczeństwa (Krakiewicz, Folwarczny , Turkanik). Natomiast niezłomną postawą wobec władz wykazali się: Józef Mrózek (junior), Zdzisław Repsz i Józef Prower.

## Nauka
Wolni chrześcijanie wierzą w trójjedynego Boga, a za podstawę swojej wiary uznają 39 kanonicznych ksiąg Starego Testamentu i 27 kanonicznych ksiąg Nowego Testamentu. Praktykowana jest wiara w zmartwychwstanie ciała, pochwycenie wierzących i powtórne przyjście Jezusa Chrystusa na ziemię oraz ustanowienie przez Niego Tysiącletniego Królestwa. Nie praktykuje się chrztu niemowląt, tylko człowiek w wieku świadomym może zostać ochrzczony przez zanurzenie w wodzie. Komunię bracia wolni przyjmują pod dwiema postaciami: Chleba i Wina. Członkowie Zborów zgodnie z nauką Nowego Testamentu są lojalnymi obywatelami i starają się o pomyślność swej ojczyzny. 

## Duchowni
W Kościele Wolnych Chrześcijan nie ma podziału na duchownych i laików. Według doktryny wierzący powinni być „duchowi”, czyli pełni Ducha Świętego, by reprezentować Boga w świecie i zwiastować Jego zbawienie. Nie ma też hierarchii władzy, bo wszyscy są równi przed Bogiem. Jest natomiast podział ze względu na pełnioną służbę i odpowiedzialność (starsi, diakoni). 

## Administracja Kościoła
Kościół Wolnych Chrześcijan w RP liczy:
- 42 zbory[11]:

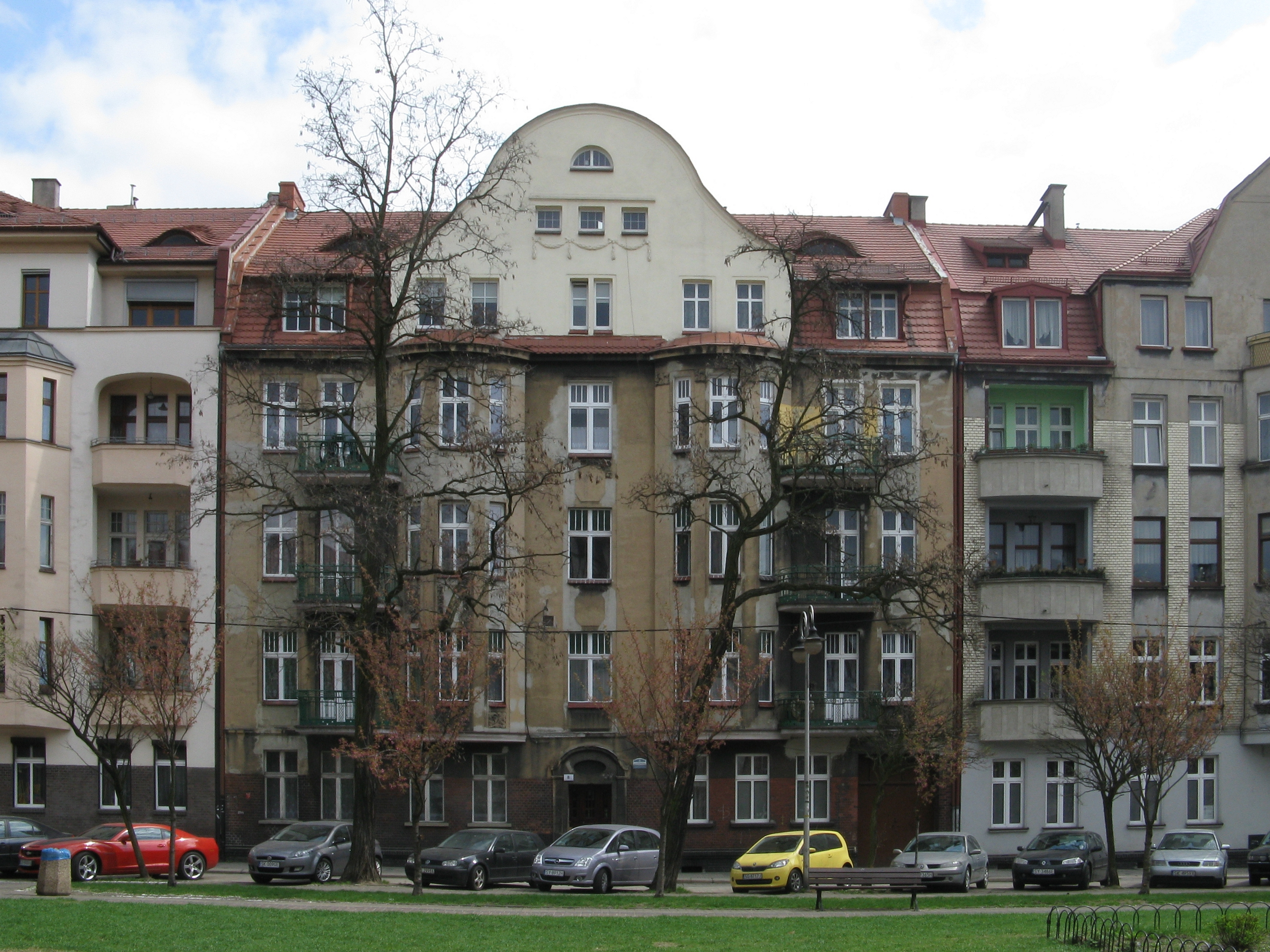
Kamienica - siedziba zboru w Bytomiu w 2018

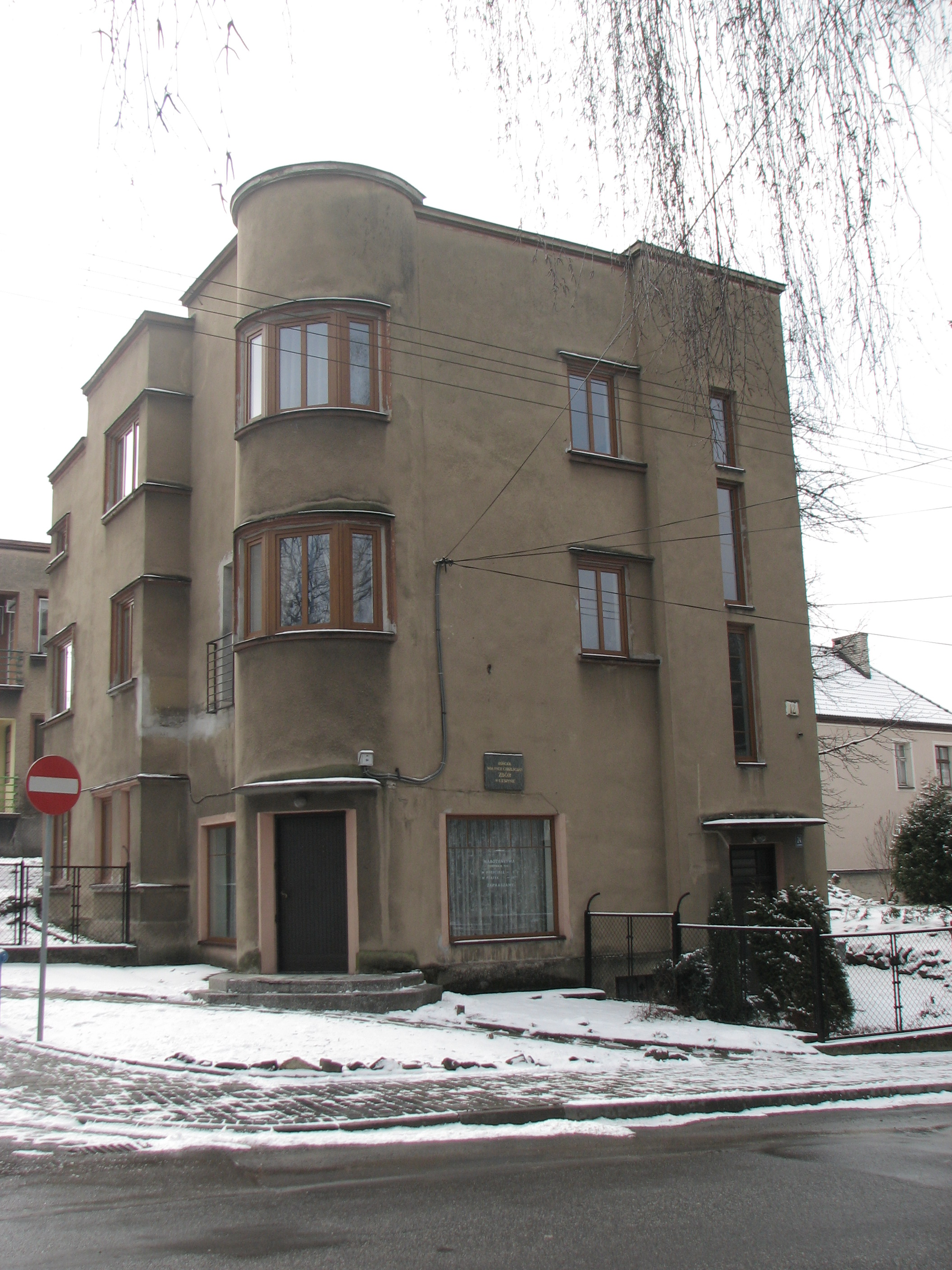
Zbór w Cieszynie

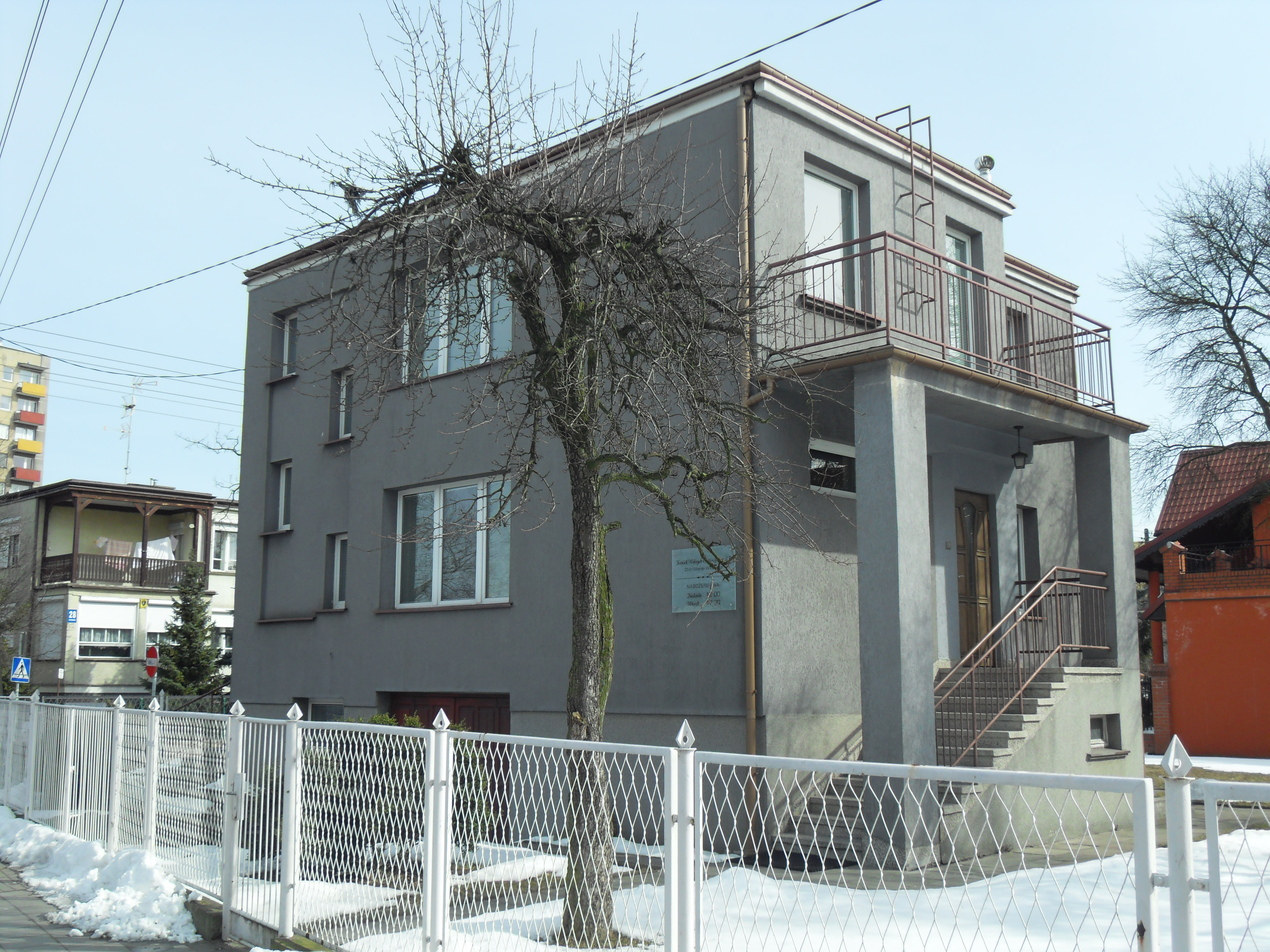
Zbór w Gdańsku

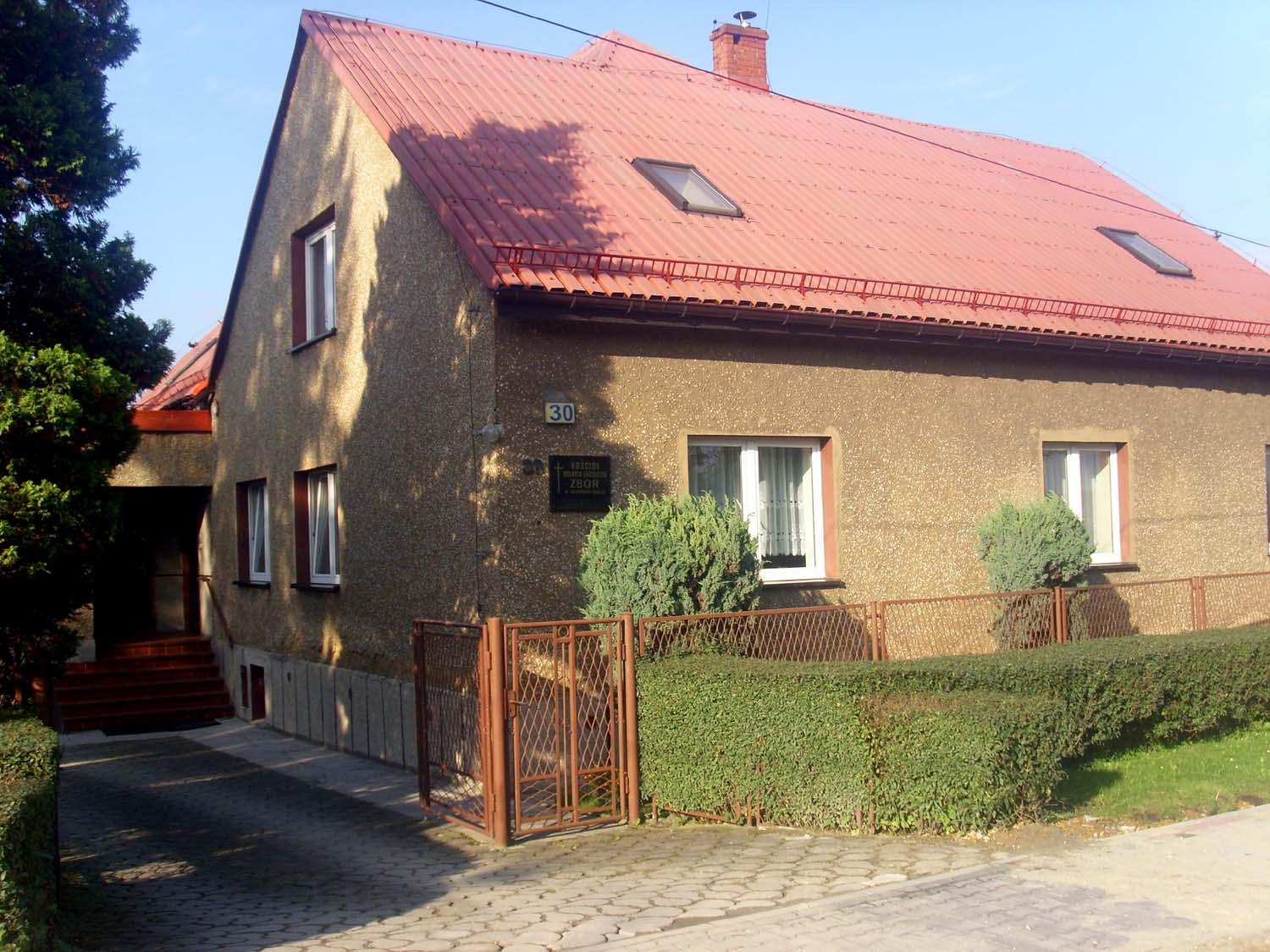
Zbór w Jastrzębiu-Zdroju

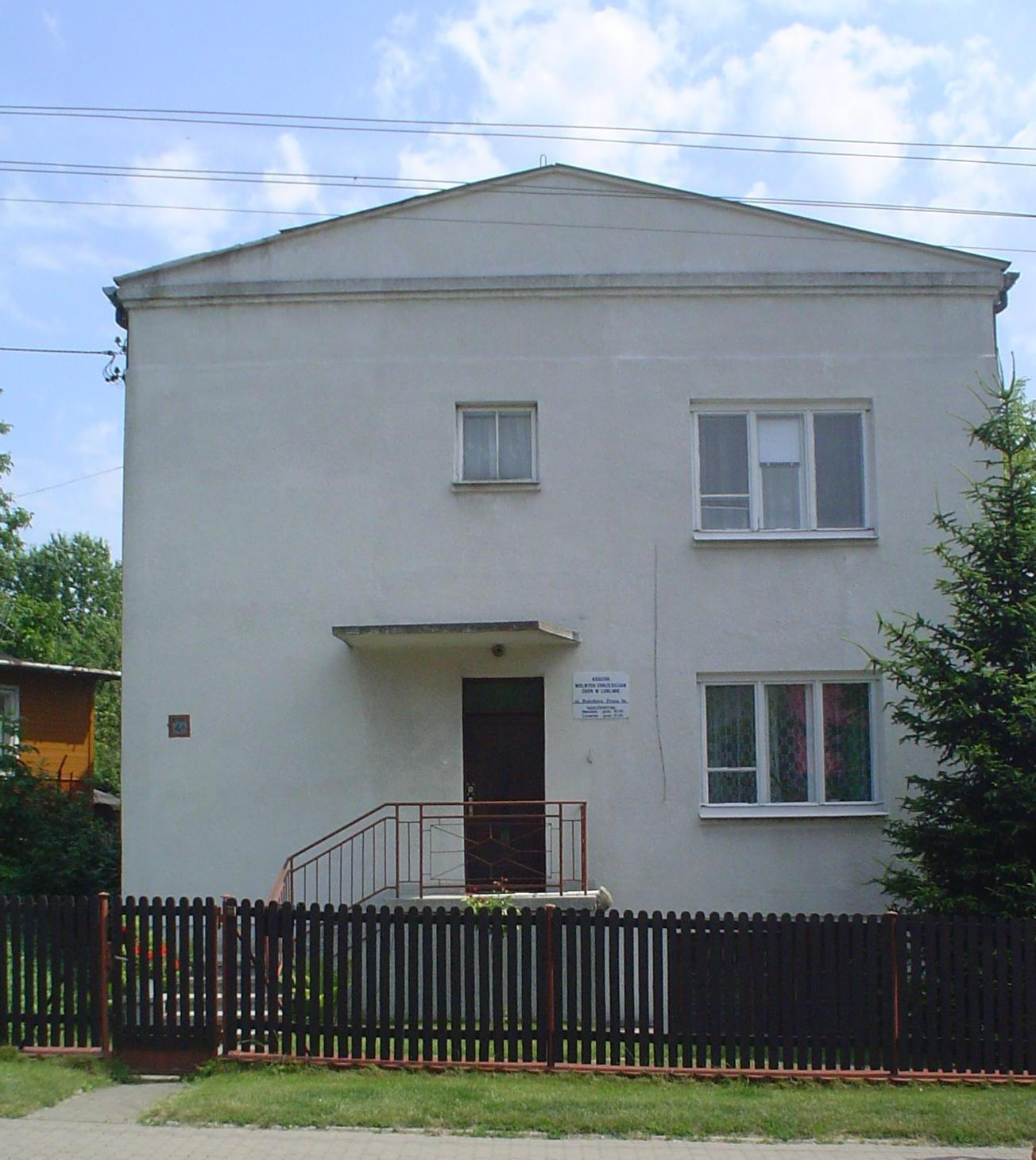
Zbór w Lublinie

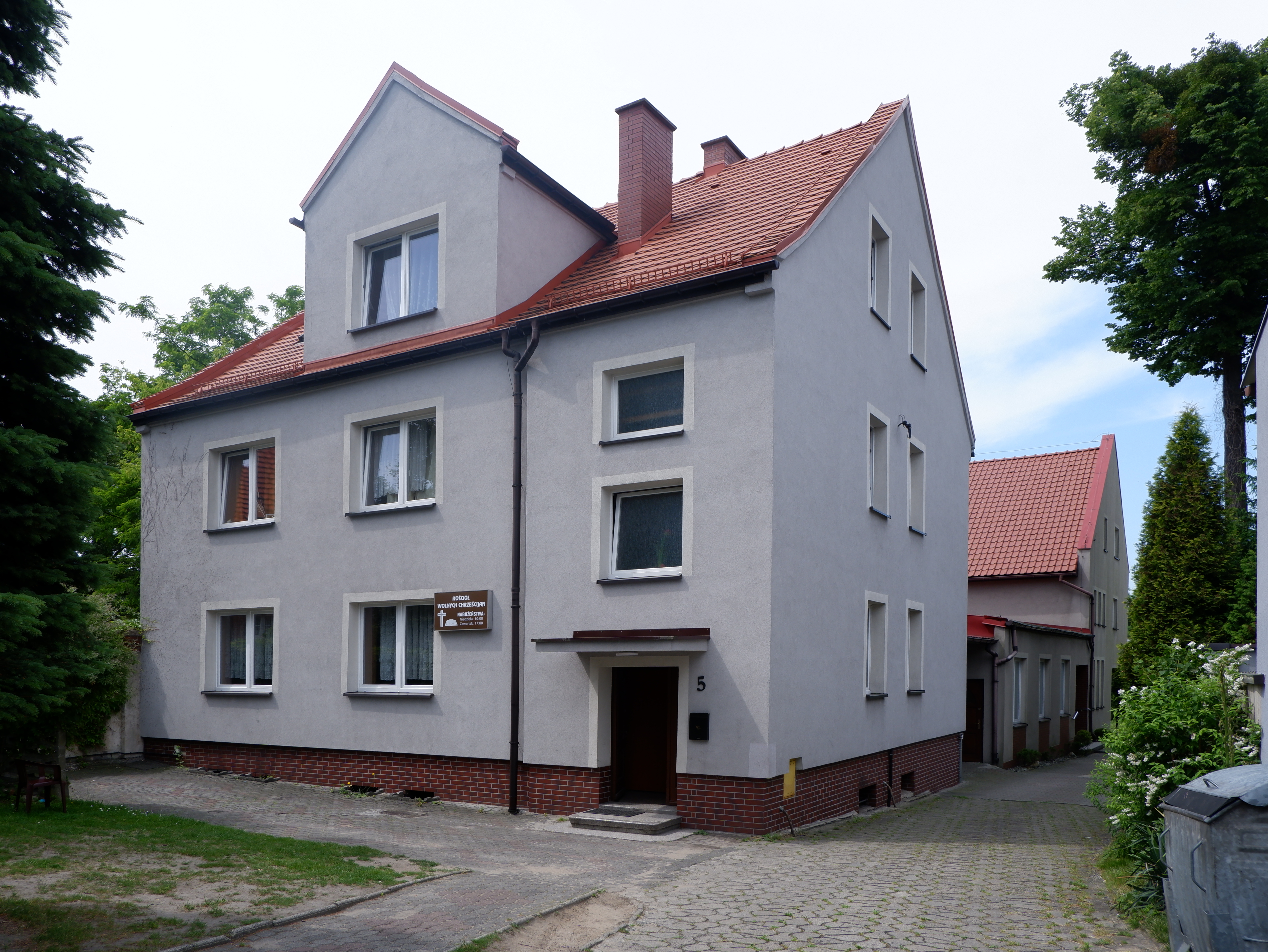
Zbór w Rybniku przy ulicy Rudzkiej

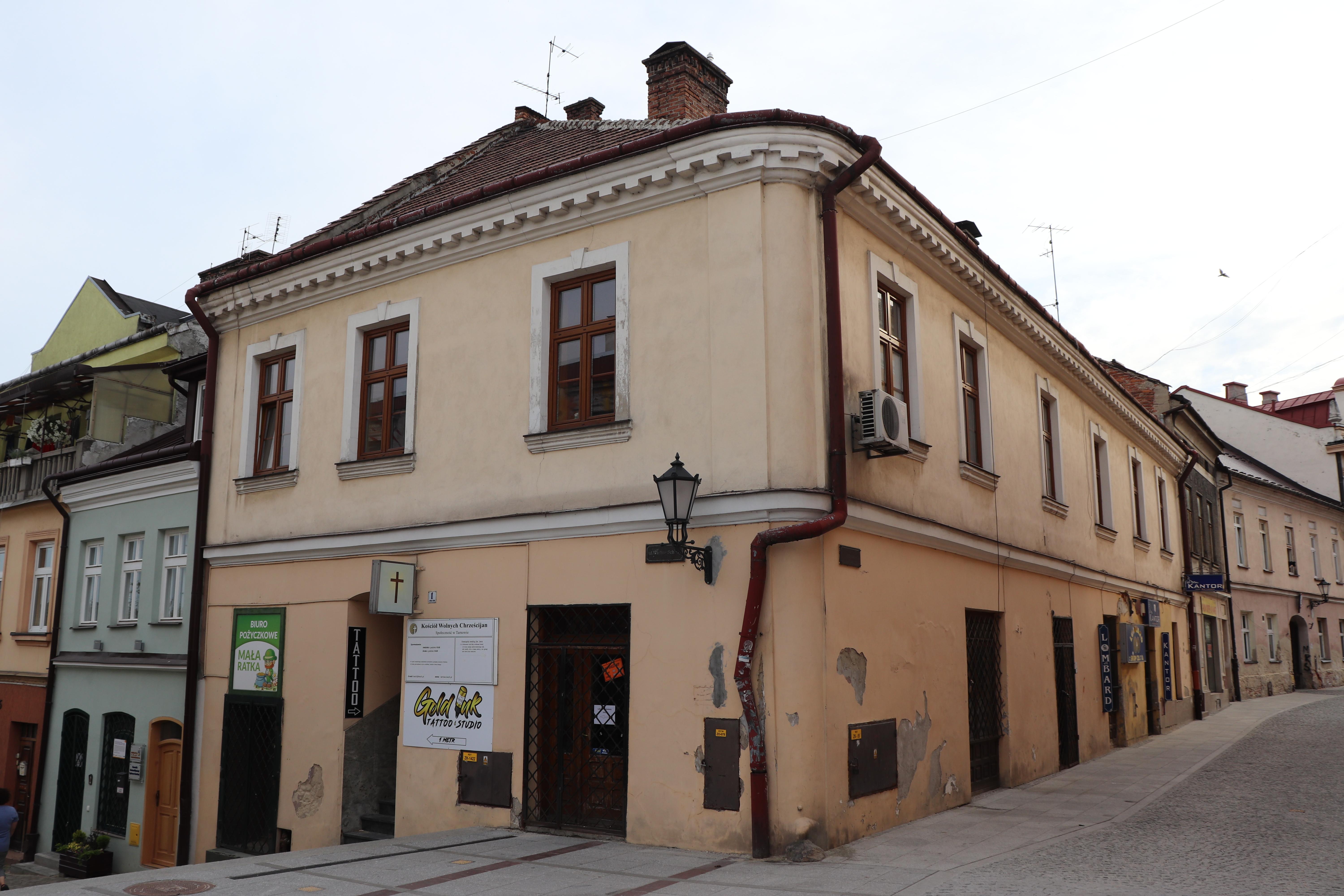
Zbór w Tarnowie

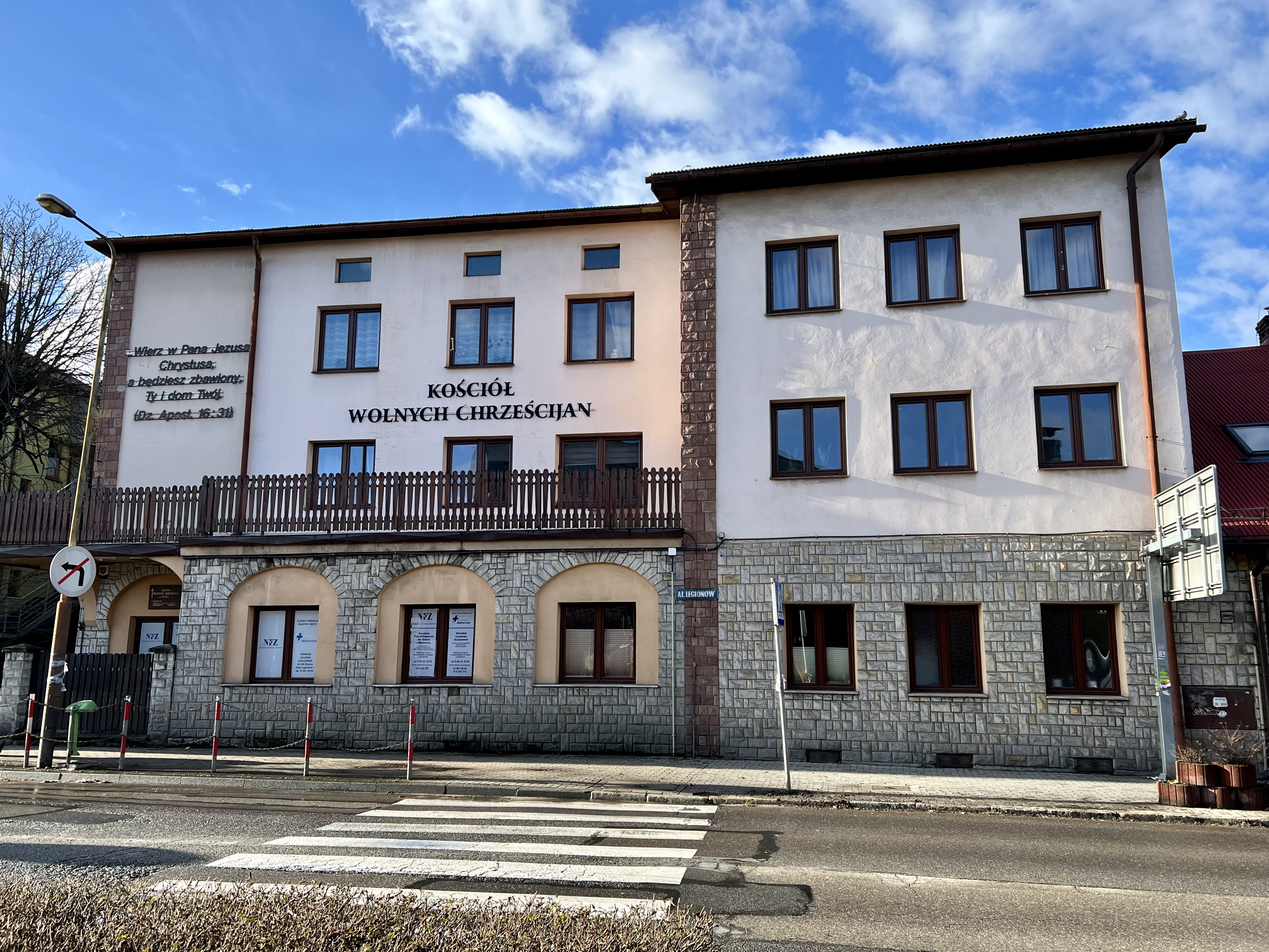
Zbór w Żywcu

  - Balin, ul. Wyzwolenia 86, nabożeństwa w każdą niedzielę o 10:00[12];
  - Białogard, ul. Kisielice Duże 11a,  nabożeństwa w każdą niedzielę o 10:00 oraz we wtorek o 18:00 (studium biblijne) na ul. Świdwińskiej 21E[13];
  - Bielsko-Biała, ul. Smolna 19, nabożeństwa w każdą niedzielę o 10:00, wtorek o 18:00 (spotkania modlitewne i studium biblijne) oraz w piątek o 18:00 (spotkania młodzieży)[14][15];
  - Boża Wola, ul. Sadowa 30 (od 1986), nabożeństwa w każdą niedzielę o 11:00 oraz w czwartek o 18:00[16];
  - Brzeszcze, ul. Mickiewicza 2, nabożeństwa w każdą niedzielę o 10:00, poniedziałek o 17:00 (szkółka biblijna dla dzieci), czwartek o 18:00 (studium biblijne i spotkania modlitewne) oraz co dwa tygodnie w piątek o 17:00 (spotkania młodzieży)[17][18];
  - Bukowno, ul. Sławkowska 132, nabożeństwa w każdą niedzielę o 10:00 oraz we wtorek o 17:00 (studium biblijne)[19];
  - Bytom, pl. Słowiański 9/2, nabożeństwa w każdą niedzielę o 10:00, środę o 17:00 (szkółka biblijna dla dzieci), czwartek o 18:00 (studium biblijne) oraz w piątek o 18:00 (spotkania modlitewne)[20];
  - Chorzów, ul. Wesoła 4, nabożeństwa w każdą niedzielę o 10:00 oraz w czwartek o 18:00 (studium biblijne i spotkania modlitewne)[21];
  - Chrzanów, ul. Balińska 19, nabożeństwa w każdą niedzielę o 9:45 oraz w czwartek o 17:30 (studium biblijne)[22];
  - Cieszyn, ul. Korfantego 24, nabożeństwa w każdą niedzielę o 10:00, czwartek o 17:30 (spotkania modlitewne i studium biblijne) oraz w sobotę o 18:00 (spotkania młodzieży)[23][24]. Kościół pojawił się na Śląsku Cieszyńskim na początku lat 20. XX wieku, a jego czołową postacią był Józef Mrózek senior[25];
  - Częstochowa, ul. Kościelna 60, nabożeństwa w każdą niedzielę o 10:00 oraz w środę o 17:30 (studium biblijne)[26][27];
  - Dzięgielów, ul. Graniczna 32, nabożeństwa w każdą niedzielę o 10:00 oraz we wtorek o 17:00 (studium biblijne)[28];
  - Gdańsk, ul. Sternicza 17, nabożeństwa w każdą niedzielę o 10:00, wtorek o 17:00 (studium biblijne) oraz w piątek o 18:00 (spotkania młodzieży)[29];
  - Jastrzębie-Zdrój (Ruptawa), ul. Cieszyńska 30, nabożeństwa w każdą niedzielę o 10:00, wtorek o 18:00 (spotkania modlitewne), czwartek o 18:00 (studium biblijne) oraz w sobotę o 18:00 (spotkania młodzieży)[30];
  - Jaworzno, ul. Szelonka 43, nabożeństwa w każdą niedzielę o 9:30, środę o 17:30 oraz co dwa tygodnie w piątek o 18:00 (spotkania młodzieży)[31];
  - Katowice, ul. gen. Zajączka 21, nabożeństwa w każdą niedzielę o 10:00 oraz w środę o 18:30 (studium biblijne)[32];
  - Koło (Leśnica), ul. Leśnica 76, nabożeństwa w każdą niedzielę o 10:00[33];
  - Lublin, ul. Prusa 4a, nabożeństwa w każdą niedzielę o 10:00 oraz w czwartek o 18:00 (studium biblijne)[34];
  - Mikołów, ul. Katowicka 18, nabożeństwa w każdą niedzielę o 9:30, wtorek o 17:00 (studium biblijne) oraz w piątek o 17:00 (spotkania modlitewne)[35];
  - Mława, ul. Andersa 26, nabożeństwa w każdą niedzielę o 10:00, poniedziałek o 19:00 (spotkania modlitewne) oraz w czwartek o 18:00 (studium biblijne)[36];
  - Myszków, ul. Paderewskiego 37,  nabożeństwa w każdą niedzielę o 10:00[37];
  - Oświęcim, ul. Polna 34,  nabożeństwa w każdą niedzielę o 10:00 oraz w czwartek o 17:00 (studium biblijne)[38];
  - Palowice, ul. Szeroka 54 c, nabożeństwa w każdą niedzielę o 10:00, czwartek o 18:00 (studium biblijne) oraz w sobotę o 10:30 (szkółka biblijna dla dzieci) i o 18:00 (spotkania młodzieży)[39][40];
  - Piasek, ul. Katowicka 59, nabożeństwa w każdą niedzielę o 10:00, czwartek o 18:00, piątek o 18:30 (spotkania młodzieży) oraz w sobotę o 10:00 (szkółka biblijna dla dzieci)[41];
  - Piła, al. Lipowa 49, nabożeństwa w każdą niedzielę o 10:00[42];
  - Rybnik, ul. Rudzka 5, nabożeństwa w każdą niedzielę o 10:00, czwartek o 17:00 oraz w piątek o 18:00 (spotkania młodzieży)[43];
  - Rydułtowy, ul. Strzelców Bytomskich 6, nabożeństwa w każdą niedzielę o 10:00 oraz w środę o 18:00 (studium biblijne)[44];
  - Skoczów, nabożeństwa w każdą niedzielę o 10:00 w Miejskim Centrum Kultury w Skoczowie przy ul. Targowej 26[45][46];
  - Strumień, ul. Stanisława Łuczkiewicza 20, nabożeństwa w każdą niedzielę o 10:00 oraz w piątek o 17:30 (studium biblijne)[47];
  - Szczecinek, ul. Warmińska 5, nabożeństwa w każdą niedzielę o 10:00, piątek o 17:00 (studium biblijne) oraz co dwa tygodnie w sobotę o 16:00 (spotkania młodzieży)[48];
  - Świętochłowice, ul. Wyzwolenia 6-8 (od 2007), nabożeństwa w każdą niedzielę o 10:00, czwartek o 18:30 (studium biblijne) oraz w piątek o 18:30 (spotkania młodzieży)[49];
  - Tarnów, ul. Wielkie Schody 1, nabożeństwa w niedzielę 10.00 oraz w środę 18.00;
  - Tychy, ul. Frycza Modrzewskiego 37, Osiedle F-6, nabożeństwa w każdą niedzielę o 10:00, co dwa tygodnie we wtorek o 19:00 (spotkania młodzieży), co dwa tygodnie w środę o 18:00 (spotkania modlitewne) oraz w każdy piątek o 18:00 (studium biblijne)[50];
  - Ustroń, ul. Cicha 17, nabożeństwa w każdą niedzielę o 9:00, oraz w środę o 17:00 (studium biblijne)[51];
  - Warszawa Kurpiowska, ul. Kurpiowska 5, nabożeństwa w każdą niedzielę o 10:00 oraz czwartek o 19:00 (studium biblijne)[52];
  - Warszawa Ursus, ul. Opieńskiego 14, nabożeństwa w każdą niedzielę o 10:00, oraz co dwa tygodnie w środę o 18:00 (studium biblijne)[53];
  - Wrocław, ul. Swojczycka 105  nabożeństwa w każdą niedzielę o 11:00[54]. W ciągu tygodnia w budynku funkcjonuje przedszkole ,,Akademia Kreatywna Montessori”[55];
  - Wrocław, nabożeństwa w każdą niedzielę o 10:00 w Autorskim Liceum Artystycznym przy ul. Robotniczej 36/38[56];
  - Zabrze, ul. Buchenwaldczyków 22/5, nabożeństwa w każdą niedzielę o 10:00, wtorek o 17:00 (studium biblijne) oraz co dwa tygodnie w czwartek o 17:00 (spotkania modlitewne)[57];
  - Żory, ul. Kłapczyka 41 c (od 1981), nabożeństwa w każdą niedzielę o 10:00 oraz w sobotę o 17:00 (spotkania młodzieży)[58][59];
  - Żywiec, al. Legionów 1, nabożeństwa w każdą niedzielę o 9:30, środę o 17:30 (studium biblijne) oraz w sobotę o 18:30 (spotkania młodzieży)[60][61].
- 5 placówek misyjnych:
  - Chabówka, Chabówka 186, nabożeństwa w każdą niedzielę o 10:00 oraz w środę o 19:30 (spotkania modlitewne)[62]
  - Ciechanów, ul. Kargoszyńska 12, nabożeństwa w każdy wtorek o 18:00[36];
  - Rybnik Boguszowice, nabożeństwa w każdą niedzielę o 11:00 w Domu Kultury w Rybniku przy pl. Pokoju 1[63];
  - Siemianowice Śląskie, ul Sobieskiego 10, nabożeństwa w każdą niedzielę o 17:00, wtorek o 18:00 (studium biblijne), co dwa tygodnie w piątek o 17:00 (szkółka biblijna dla dzieci) oraz każdy czwartek o 16:30 (nauczanie szkolne dla dzieci)[64];
  - Skoczów, ul. Dolny Bór 41, nabożeństwa w każdą niedzielę o 10:00.

## Rada Kościoła Wolnych Chrześcijan
Główną władze w Kościele sprawuje Rada Kościoła, w skład której wchodzą:
- przewodniczący: Czesław Bassara
- I zastępca przewodniczącego: Dariusz Laskowski
- II zastępca przewodniczącego: Tomasz Stańczak
- sekretarz: Jerzy Kowalczuk
- skarbnik: Krzysztof Gołębiowski
- członek Rady: Janusz Begier
- członek Rady: Jerzy Karzełek
- członek Rady: Adam Małkiewicz
- członek Rady: Marek Nalewajka
- członek Rady: Piotr Żądło

## Statystyki

### Dane według statystycznych ankiet wyznaniowych
| Rok  | Liczba wiernych | Liczba zborów | Liczba kościołów/kaplic | Liczba duchownych |
| ---- | --------------- | ------------- | ----------------------- | ----------------- |
| 1989 | 3500            | 32            | 32                      |                   |
| 1990 | 3000            | 92            | 32                      |                   |
| 1991 | 2217            | 32            | 27                      | 31                |
| 1992 | 2465            | 35            | 34                      | 65                |
| 1994 | 2450            |               | 35                      | 72                |
| 1995 | 2450            |               | 37                      | 74                |
| 1996 | 2491            |               | 37                      | 70                |
| 1998 | 2413            |               |                         | 66                |
| 1999 | 2744            | 67            |                         | 68                |
| 2000 | 2770            | 64            | 35                      | 61                |
| 2001 | 2900            | 65            |                         | 62                |
| 2002 | 2938            | 65            |                         | 71                |
| 2003 | 2923            | 65            |                         | 75                |
| 2004 | 2987            | 65            |                         | 77                |
| 2005 | 2954            | 65            | 36                      | 81                |
| 2006 | 2850            | 63            |                         | 78                |
| 2007 | 2687            | 61            |                         | 78                |
| 2008 | 2669            | 54            |                         | 74                |
| 2009 | 2827            | 55            |                         | 74                |
| 2011 | 2834            | 57            | 34                      | 82                |
| 2012 | 2829            | 42            | 33                      | 85                |
| 2013 | 2887            | 41            | 33                      | 84                |
| 2015 | 3039            | 42            | 34                      | 97                |
| 2016 | 3058            | 42            | 34                      | 97                |
| 2017 | 3098            | 41            | 34                      | 101               |
| 2018 | 3151            | 41            | 39                      | 113               |
| 2019 | 3045            | 41            | 39                      | 113               |
| 2021 | 3114            | 45            | 41                      | 160               |
| 2022 | 3447            | 45            |                         | 152               |
| 2023 | 3212            | 46            |                         | 152               |
| 2024 | 3304            | 46            |                         | 152               |

### Dane według wyników spisów powszechnych
| Spis powszechny               | Liczba deklaracji |
| ----------------------------- | ----------------- |
| Narodowy Spis Powszechny 2011 | 1643              |
| Narodowy Spis Powszechny 2021 | 1777              |